# ノーマン・フェル
ノーマン・フェル（Norman Fell, 本名： Norman Noah Feld、1924年3月24日 - 1998年12月14日）は、アメリカ合衆国の俳優。
フィラデルフィア出身。父方はオーストリア系ユダヤ人、母方はロシア系ユダヤ人の家系。
第二次世界大戦中、アメリカ陸軍航空軍に勤務した後、テンプル大学とアクターズ・スタジオで演劇を学んだ。映画やテレビドラマで主に脇役として出演、1978年にテレビドラマ『スリーズ・カンパニー』で第36回ゴールデングローブ賞助演男優賞（ミニシリーズ・テレビ映画部門）を受賞した。
1998年12月14日、癌のため死去、74歳。

## 主な出演作品

### 映画
- 勝利なき戦い Pork Chop Hill (1959)
- 風の遺産 Inherit the Wind (1960)
- ねずみの競争 The Rat Race (1960)
- オーシャンと十一人の仲間 Ocean's Eleven (1960)
- 魚雷艇109 PT 109 (1963)
- おかしなおかしなおかしな世界 It's a Mad, Mad, Mad, Mad World (1963)
- 殺人者たち The Killers (1964)
- 南極ピンク作戦 Quick,  Before It Melts (1964)
- 犯罪組織（シンジケート） The Hanged Man (1964) テレビ映画
- 重戦車総攻撃 The Young Warriors (1967)
- ニューヨーク泥棒結社 Fitzwilly (1967)
- 卒業 The Graduate (1967)
- 裏切り鬼軍曹 Sergeant Ryker (1968)
- 脱走大作戦 The Secret War of Harry Frigg (1968)
- 俺たちに鎖はない The Young Runaways (1968)
- ブリット Bullitt (1968)
- 火曜日ならベルギーよ If It's Tuesday, This Must Be Belgium (1969)
- キャッチ=22 Catch-22 (1970)
- ボートニック The Boatniks (1970)
- あの現金を狙え The Heist (1972) テレビ映画
- 警部マクロード/潜入捜査 McCloud: The Park Avenue Rustlers (1972) テレビ映画
- シンジケート The Stone Killer (1973)
- 突破口! Charley Varrick (1973)
- エアポート'75 Airport 1975 (1974)
- 脱走の谷/恐怖の人妻誘拐 Death Stalk (1975) テレビ映画
- ダイナマイト諜報機関/クレオパトラカジノ征服 Cleopatra Jones and the Casino of Gold (1975)
- ジ・エンド The End (1978)
- ダービー・キッド On the Right Track (1981)
- 結婚しない男 Paternity (1981)
- パニック・イン・ホスピタル Uncommon Valor (1983) テレビ映画
- 黒い弾丸/オーエンス物語 The Jesse Owens Story (1984) テレビ映画[8]
- 突撃バンパイア・レポーター/トランシルバニア6-5000 Transylvania 6-5000 (1985)
- ストリッパー殺人事件 Stripped to Kill (1987)
- ゾンビ・パラダイス/ゾンビが街にやってきた! C.H.U.D. II: Bud the Chud (1989)
- ボーンヤード The Boneyard (1991) ビデオ映画
- フォー・ザ・ボーイズ For the Boys (1991)
- ボディコン・モデルは殺しがお好き!? Hexed (1993)

### テレビドラマ
- 十二人の怒れる男 Westinghouse Studio One: Twelve Angry Men (1954)
- ホールマーク・ホール・オブ・フェイム Hallmark Hall of Fame (1959)
- ジョニー・スタッカート Johnny Staccato (1960)
- 弁護士ペリー・メイスン Perry Mason (1960)
- アンタッチャブル The Untouchables (1960)
- フレーフレーぱぱ! The Tom Ewell Show (1960)
- 恋の手ほどき教えまショー（タブ・ハンター・ショー） The Tab Hunter Show (1961)
- ピーター・ガン Peter Gunn (1961)
- アクアナット（海に挑む男） The Aquanauts (1961)
- ドビーの青春 The Many Loves of Dobie Gillis (1961)
- チェックメイト Checkmate (1961)
- 特捜官ニック・ケイン Cain's Hundred (1961)
- 87分署シリーズ 87th Precinct (1961-1962)
- イレブンス・アワー The Eleventh Hour (1963)
- ディック・パウエル・ショー The Dick Powell Show (1963)
- ジ・アルフレッド・ヒッチコック・アワー The Alfred Hitchcock Hour (1963)
- 弁護士プレストン The Defenders (1964)
- ベン・ケーシー Ben Casey (1964-1965)
- 頭上の敵機 Twelve O'Clock High (1964-1966)
- ミスター・ノバック Mr. Novak (1965)
- The Trials of O'Brien (1965)
- ドクター・キルデア Dr. Kildare (1965)
- 逃亡者 The Fugitive (1965)
- FBIアメリカ連邦警察 The F.B.I. (1965-1969)
- 0088/ワイルド・ウエスト The Wild Wild West (1966)
- 0011ナポレオン・ソロ The Man from U.N.C.L.E. (1966)
- シェナンドー A Man Called Shenandoah (1966)
- 奥さまは魔女 Bewitched (1966)
- インベーダー The Invaders (1967)
- アイ・スパイ I Spy (1967)
- マニックス Mannix (1967)
- 鬼警部アイアンサイド Ironside (1967-1969)
- 弁護士ジャッド Judd, for the Defense (1968)
- ネーム・オブ・ザ・ゲーム The Name of the Game (1969)
- 恋愛専科/アメリカ式愛のテクニック Love, American Style (1969-1972)
- 警部ダン・オーガスト Dan August (1970-1971)
- パートリッジ・ファミリー The Partridge Family (1971)
- 秘密捜査官オハラ O'Hara, U.S. Treasury (1972)
- ドクター・ウェルビー Marcus Welby, M.D. (1973)
- メディカル・センター Medical Center (1974)
- ポリス・ストーリー Police Story (1974-1977)
- 署長マクミラン McMillan & Wife (1975)
- 探偵キャノン Cannon (1975)
- 刑事スタスキー&ハッチ Starsky & Hutch (1975)
- リッチマン・プアマン/青春の炎 Rich Man, Poor Man (1976) ミニシリーズ
- エラリー・クイーン Ellery Queen (1976)
- 地上最強の美女バイオニック・ジェミー The Bionic Woman (1976)
- サンフランシスコ捜査線 The Streets of San Francisco (1976)
- 華麗な探偵ピート&マック Switch (1976)
- スリーズ・カンパニー Three's Company (1976-1981)
- チャーリーズ・エンジェル Charlie's Angels (1977)
- ラブ・ボート The Love Boat (1978)
- ルーツ2 Roots: The Next Generations (1979)
- マット・ヒューストン Matt Houston (1982)
- 私立探偵ハリー Crazy Like a Fox (1985-1986)
- ジェシカおばさんの事件簿 Murder, She Wrote (1985-1988)
- ウェブスター Webster (1986)
- トワイライト・ゾーン The Twilight Zone (1986)
- 私立探偵マグナム Magnum, P.I. (1987)
- マトロック Matlock (1987)
- 俺がハマーだ! Sledge Hammer! (1987)
- ベルエアのフレッシュ・プリンス The Fresh Prince of Bel-Air (1994)